# Волкова Марія Сидорівна
Марі́я Си́дорівна Во́лкова (25 жовтня 1918, с. Киричівка (нині — Марківського району Луганської області) — 1997, м. Аксай) — доярка, Герой Соціалістичної Праці (1966).

## Біографія
Марія Волкова народилася 25 жовтня 1918 року в селі Киричівка (нині — Марківський район Луганської області). У 1931 році переїхала в місто Аксай Ростовської області, де працювала в колгоспі імені Леніна, спочатку різноробом, потім дояркою на молочній фермі.
Будучи дояркою, Волкова домоглася високих надоїв молока, не тільки збільшивши продуктивність, але і знизивши її собівартість. У 1965 році вона надоїла від групи закріплених за нею корів 3200, а від телиць — 3100 літрів молока.
Указом Президії Верховної Ради СРСР від 22 березня 1966 року за досягнуті успіхи у розвитку тваринництва, збільшення виробництва і заготівель м'яса, молока, яєць, вовни та іншої продукції Марія Волкова удостоєна високого звання Героя Соціалістичної Праці з врученням ордена Леніна і медалі «Серп і Молот».
Останні роки життя провела в Аксаї. Померла 4 березня 1997 року.
Також нагороджена низкою медалей.